# Hieros gamos

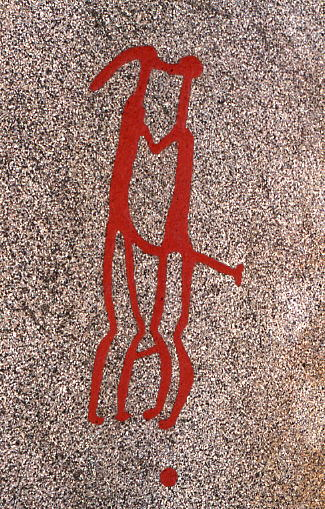
Hieros gamos Vitlycke, Tanum, ca 1000 f.Kr.

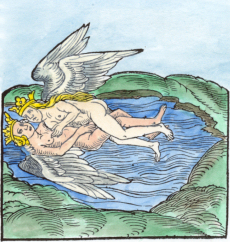
Hieros gamos 1550.

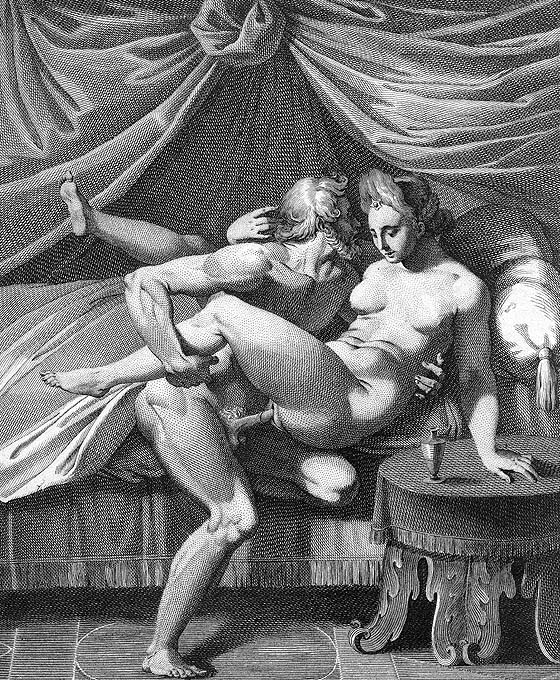
Jupiter och Juno.

Hieros gamos (grekiska 'heligt bröllop') användes ursprungligen om bröllopet mellan Zeus och Hera (i Rom Jupiter och Juno), det ideala par som människor skulle efterlikna. Myten har sina rötter i den äldsta indoeuropeiska traditionen. Hieros gamos är numera en allmän religionsvetenskaplig term för en sakral bröllopsceremoni, föreningen mellan två gudar, och i regel mellan det gudomligt kvinnliga och det gudomligt manliga. I flera kulturer står Fader Himmel/Moder Jord som symbol för allt levandes ursprung. Deras förening är ofta en förebild för ett hieros gamos och innehåller ibland även en jordbrukssymbolik, med plogen som fallos i jordens sköte, känd över hela världen.
Heliga bröllop kan vara föreningen mellan två mytiska gestalter, två gudar eller föreningen mellan en manlig gud och en jordisk kvinna, eller det omvända, med ett gudabarn som resultat. Det kan också vara två människor som i en rit representerar eller tar gestalten av gudar.

## Historia
Vissa religionshistoriker har nästan sett hieros gamos som en grund för religionen och den religiösa kulten:
Människans fortplantning framkallar regnets och jordens alstring av växter, säd, frukter. I den religiösa sfären tar alstringen formen av ett hieros gamos, ett heligt bröllop, som ursprungligen ägde rum i själva plogfåran men som i stadsreligionerna flyttades in i templet. Både i den primitiva religionen och i stadsreligionerna förekommer det att det rituella bröllopet står som en av det sakrala kungadömets viktigaste funktioner, eftersom hela landets välfärd är beroende av det, och kungadömet är följaktligen nära knutet till jordbrukskultens olika led, till exempel årets första plöjning.
I främreorientalisk kungaideologi har ofta har heliga bröllop, föreningen mellan en gud och en kvinna, ibland gestaltad vid nyårsfirande, syftat till att alstra gudabarnet, den kommande härskaren. 
En av de mest kända berättelserna om hieros gamos finns i Lukasevangeliets skildring av Jesu bebådelse och födelse där Jungfru Maria blir befruktad av Gud och föder gudabarnet Jesus. Liknande berättelser finns från det forntida Egypten där kungarna av femte dynastin ansågs ha fötts efter att en prästinna blivit befruktad av solguden Ra. Även drottning Hatshepsut ansågs vara född i ett hieros gamos mellan sin mor och guden Amon. 
Hieros gamos som en fruktbarhetsrit förekom även i mesopotamisk mytologi Dumuzi/Tammuz och Inanna/Ishtar samt i grekisk mytologi i kultriter med fruktbarhetsgudinnorna Demeter och Kybele. Den allfödande gudinnan är även relaterad till underjorden, exempelvis Inanna i Mesopotamien, Kybele och Artemis i Efesos, Demeter-Kore i Eleusis och Minaksi i Madurai i Sydindien. Ur detta sammanhang har främre Orientens kärlekslyrik, inklusive Höga visan, sitt ursprung.
I nordisk mytologi skildrar Eddadikten Skírnismál ett heligt bröllop mellan Frej och jättinnan (jordgudinnan) Gerd, vilket tolkats som en rituell vårfest.